# سنط سعادى الورق
سنط سُّعَادَى الورق (الاسم العلمي Acacia cyperophylla)، شجرة صغيرة من فصيلة البقولية، مهدها أستراليا الغربية، فروعها متلوية ومزواة. أوراقها قِلْدات طولها 10 إلى 30 سم وعرضها 2 إلى 6 سم، بحرية اللون الأزرق، عريضة وضيقة الشكل السناني، وتكون أحيانًا خفيفة الشكل المنجلي. عرق وسطي واحد.
أزهارها كثيفة التجميع في رؤوس كرويه الشكل، جميلة اللون الأصفر، من 3 إلى 8 فروع إبطية قصيرة. إزهرارها في الربيع.